# Deserto do Namibe

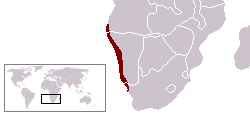
Área de abrangência do deserto do Namibe

O deserto do Namibe é um vasto deserto da África Meridional. Estende-se do sul de Angola ao norte da África do Sul, seguindo o traçado da costa marítima em paralelo ao Oceano Atlântico, junto ao deserto de Caoco. A palavra namib vem da língua nama, uma das línguas coissãs, e significa «lugar vasto e desolado».
O Namibe tem mais de 55 milhões de anos, sendo o deserto mais antigo do mundo.
O deserto do Namibe é considerado ideal para praticar desportos radicais.

## Características
Muito quente com altas temperaturas, durante o dia chega a uma temperatura de 60 graus celsius, e à noite varia entre 10 a 15 abaixo de zero. Formado por inúmeras dunas, encostas e planícies, permeada de lagos intermitentes e vales, que pela ação do vento está em constante transformação e mudança. Sua área ultrapassa 30 mil km² e integralmente faz parte do Parque Nacional Namib–Naukluft, na Namíbia, e se constitui na maior reserva de caça em África.
Entre as plantas existentes no sítio sobressai a Welwitschia mirabilis, que pode viver mais de cem anos, e cujas folhas absorvem a umidade do ar, bem como o aloé-aljava, que pode chegar a quatrocentos anos. Já entre os animais, destacam-se a víbora-do-deserto, o elefante-africano, o inseparável-de-faces-rosadas, o órix, bem como algumas espécies de lagartos, entre outros animais que conseguem sobreviver no clima inóspito da região.

## Unesco
Em 2013, o Comitê do Património Mundial em sua trigésima sétima sessão homologou a inscrição, declarando e incluindo o «Mar de Areia da Namíbia» na Lista do Património Mundial na Namíbia – região África.
A justificativa de tal inclusão foi por este ser um ambiente único, singular, com centenas de espécies de invertebrados, répteis e mamíferos, quase todos endêmicos da região, que se adaptaram a uma variedade de micro-hábitats e nichos ecológicos que variam constantemente.

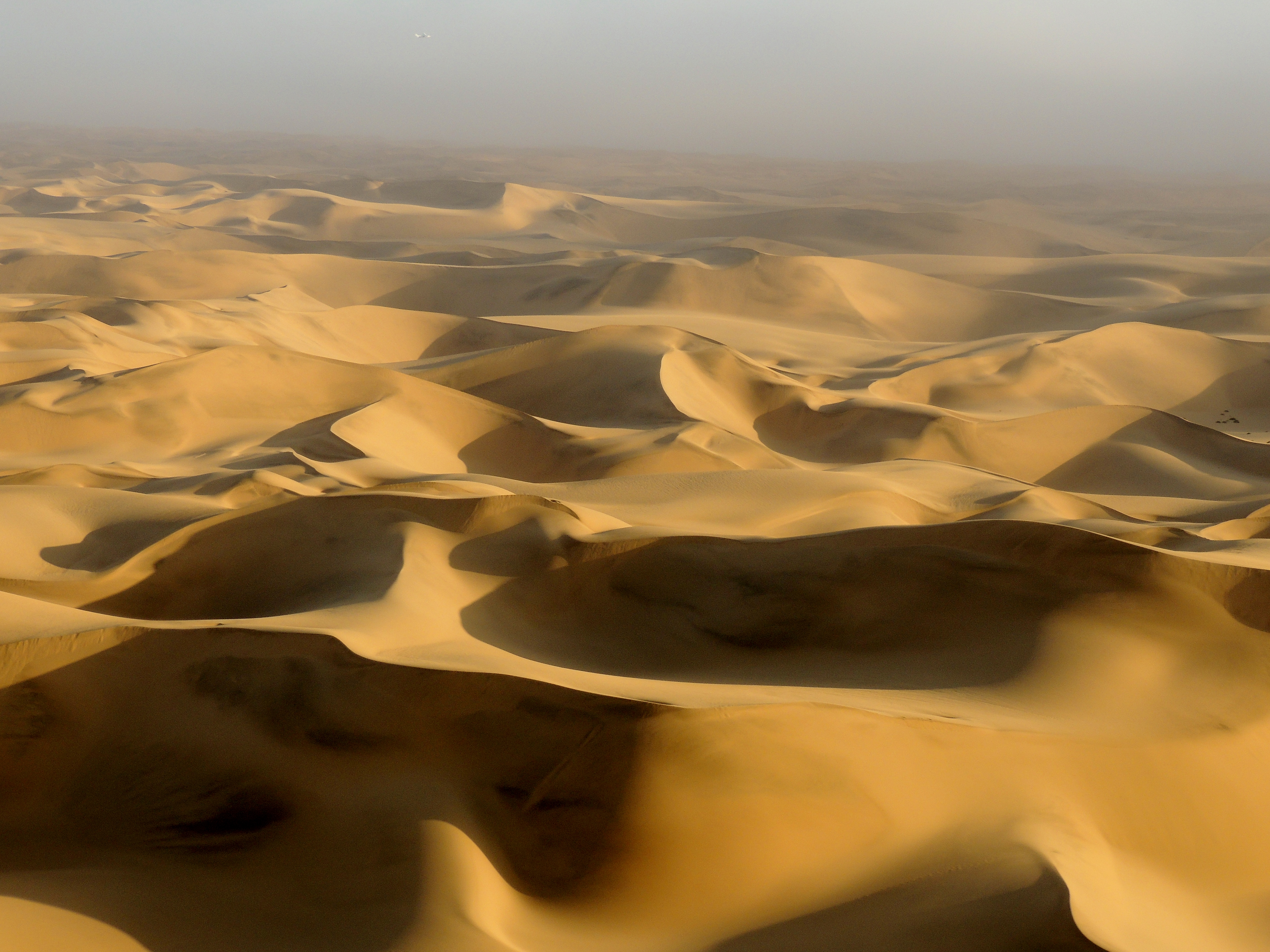
O Namibe é coberto de gigantescas dunas
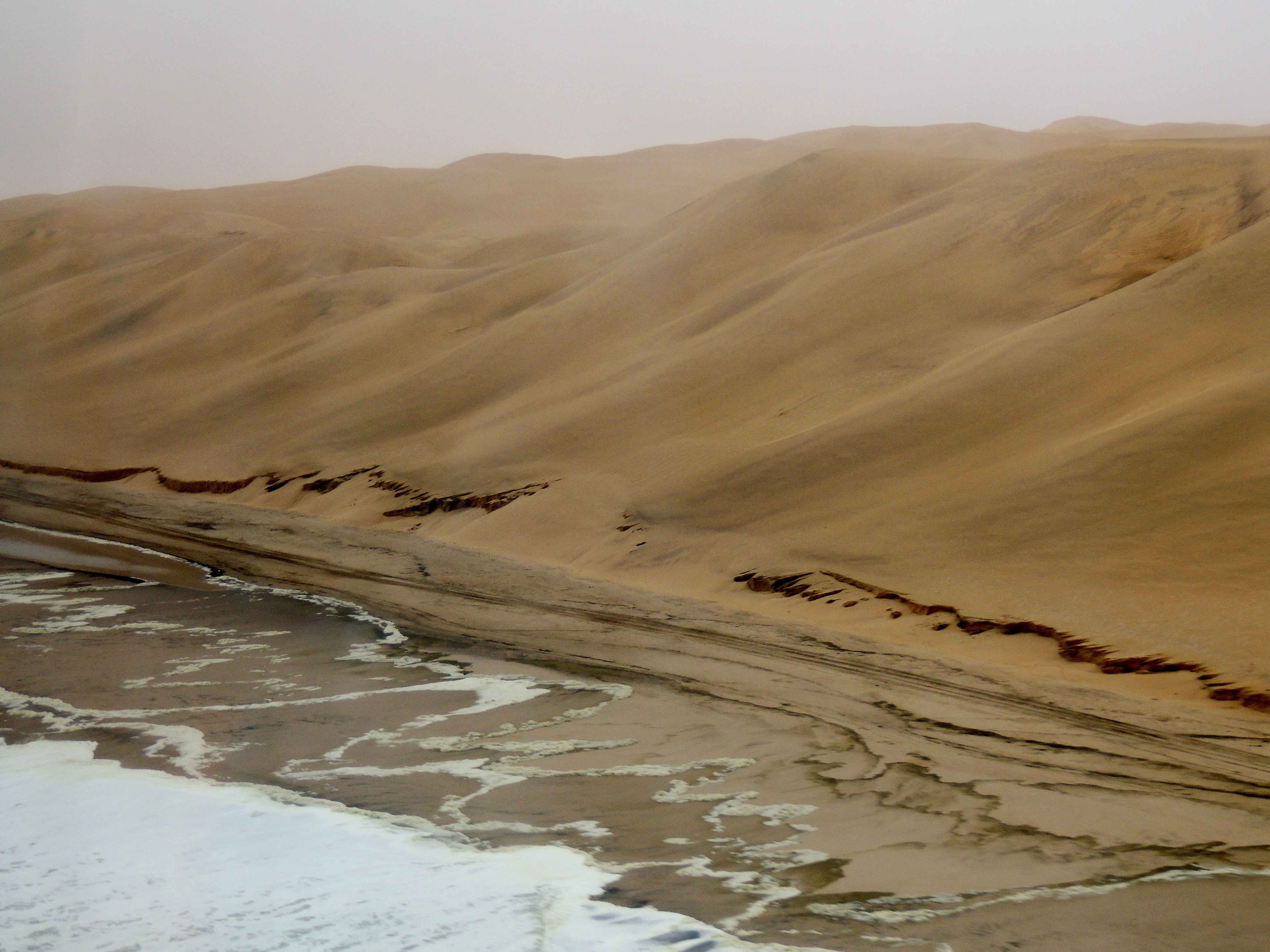
O deserto acompanha todo o litoral do sudoeste africano
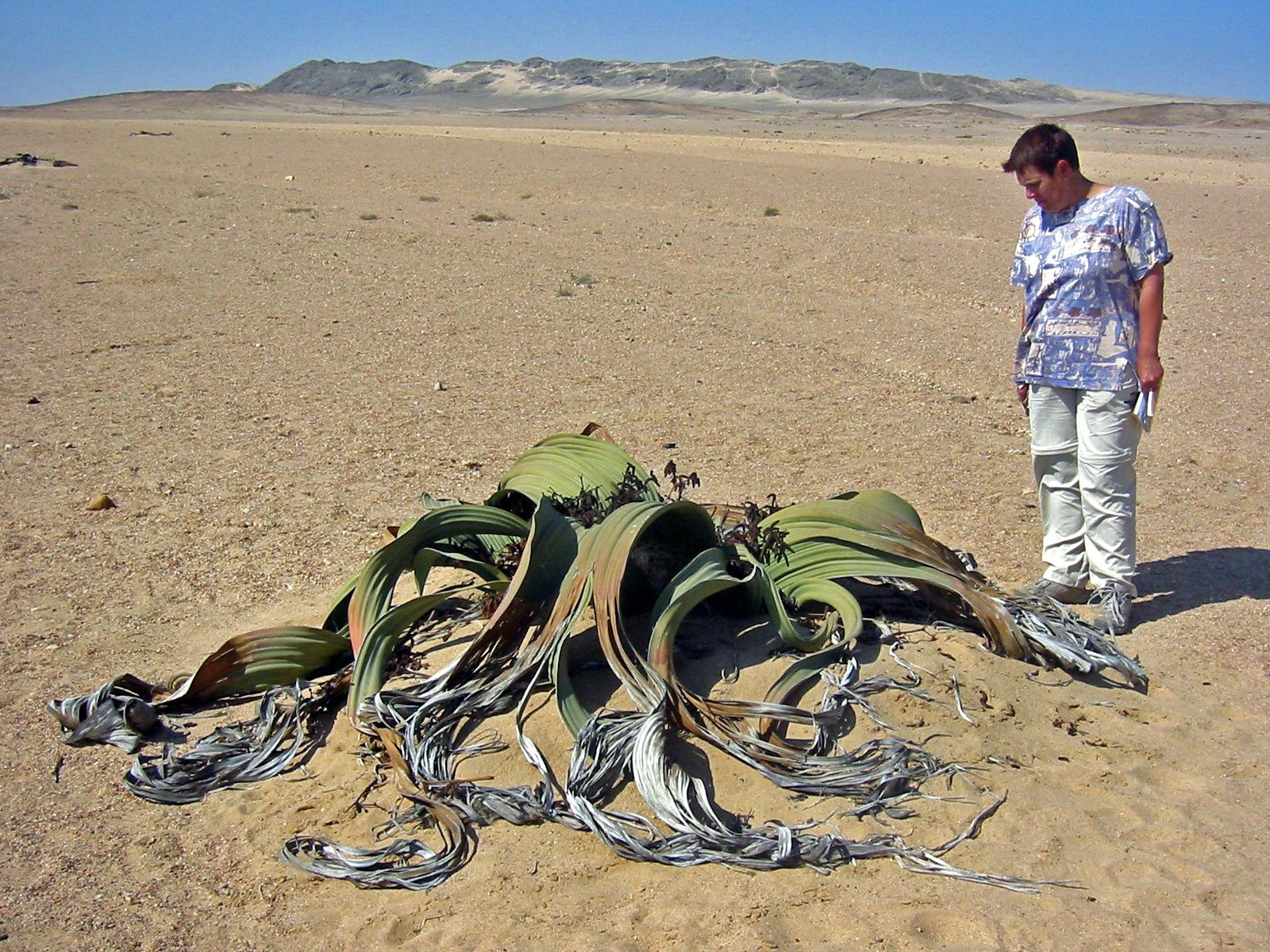
Welwitschia, fóssil vivo
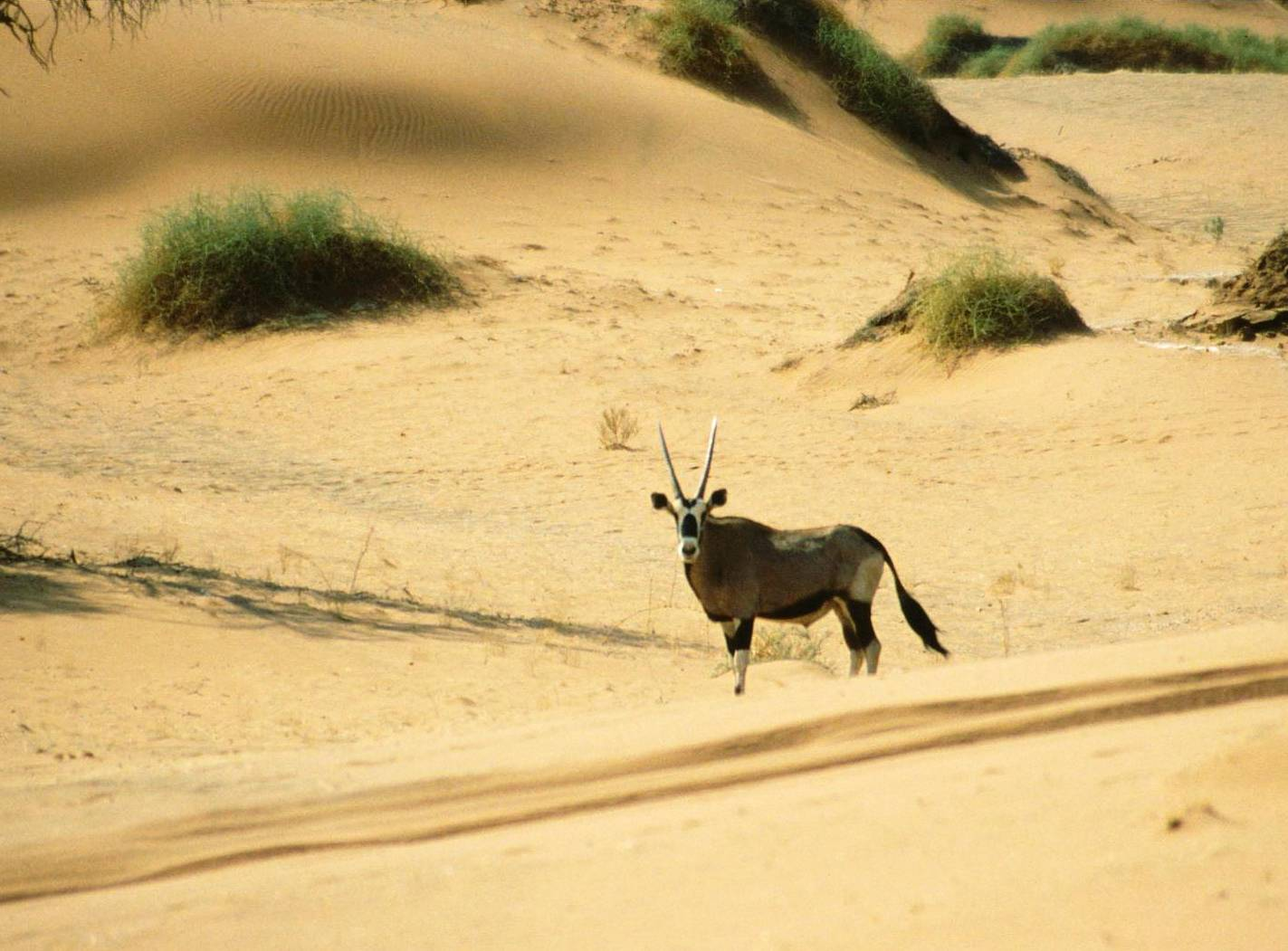
O órix é um dos grandes mamíferos do Namibe
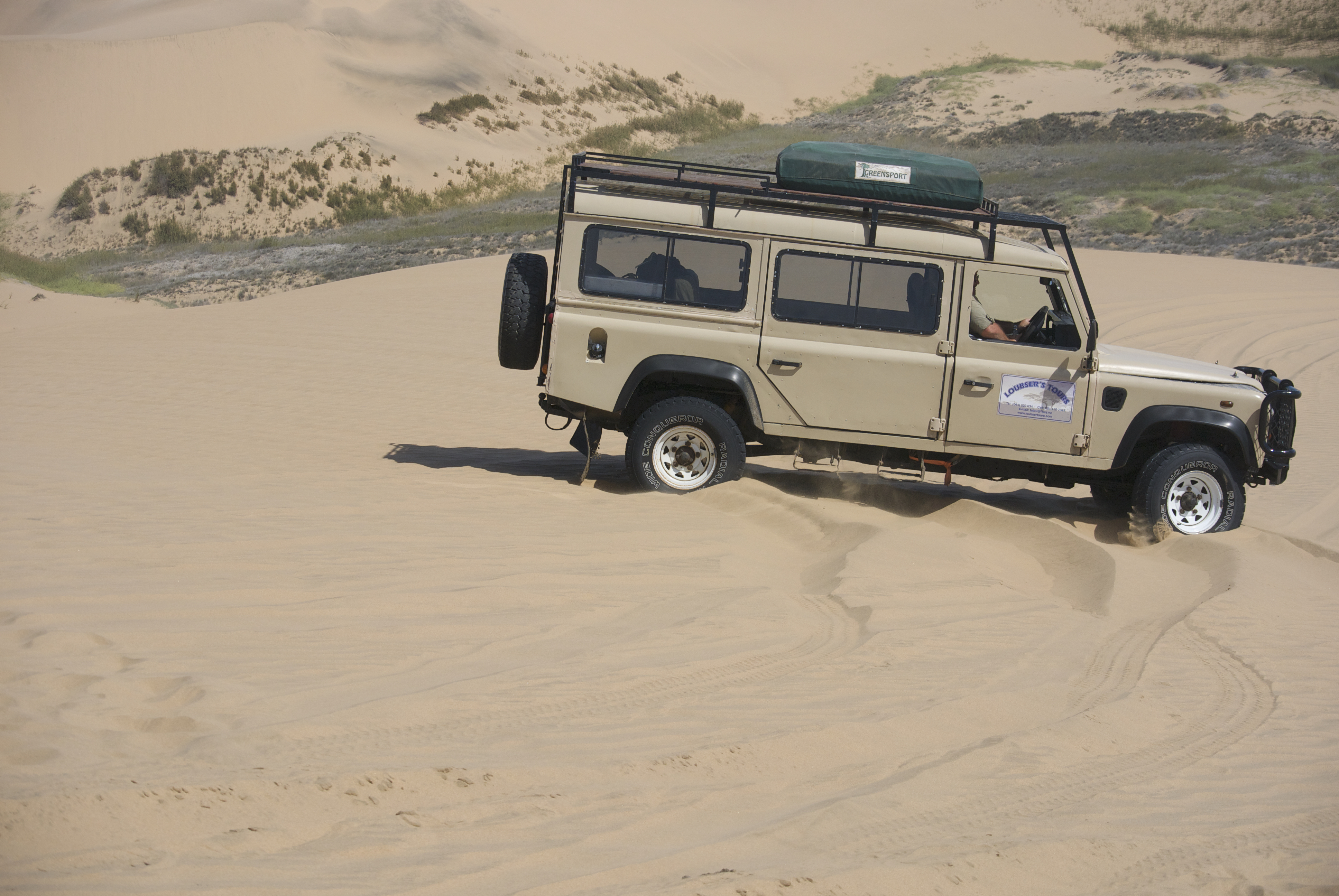
Turismo